# Linea Tōkyū Tōyoko
La  Linea Tōkyū Tōyoko (東急東横線?, Tōkyū Tōyoko-sen) gestita dalla Tōkyū Corporation è una ferrovia a scartamento ridotto che collega le stazioni di Shibuya a Tokyo e Yokohama, nella città omonima, collegando anche le città e i paesi situati fra le due metropoli. Il nome della linea, Tōyoko (東横), è la combinazione dei primi kanji che compongono le città di Tōkyō (東京) e Yokohama (横浜), a indicare il collegamento operato dai treni.

## Storia
La prima sezione della linea in origine collegava la stazione di Tamagawa con la stazione di Kanagawa, e aprì il 14 febbraio 1926. La linea venne poi estesa progressivamente fino a raggiungere da una parte Shibuya e dall'altra Sakuragichō, nel 1932. Nell'agosto del 1964 iniziarono a correre i primi treni che continuavano sulla linea Hibiya della metropolitana di Tokyo. Il 30 gennaio 2004 la sezione fra Yokohama e Sakuragichō è stata abbandonata per permettere ai treni di immettersi direttamente nella linea Minatomirai.
A partire dal 17 marzo 2013 la linea Tōyoko è stata connessa alla linea Fukutoshin presso la stazione di Shibuya, permettendo di prolungare il percorso del treno fino a Shinjuku, Ikebukuro e oltre, sulle linee Seibu Ikebukuro e Tōbu Tōjō, fino alle stazioni di Shinrin-kōen, Seibu Sayama Hannō. Il nuovo collegamento, realizzato con la costruzione di un collegamento sotterraneo di circa 1.4 km fra la stazione di Daikan-yama alla stazione di Shibuya, ha reso necessario la dismissione della stazione sopraelevata che fungeva da capolinea.
Il nuovo collegamento rappresenta un record nelle ferrovie giapponesi per quanto riguarda il transito diretto su più linee. Con 5 diversi operatori infatti è venuto a crearsi un lungo collegamento di circa 88 km che permette agli abitanti della parte occidentale della prefettura di Saitama di raggiungere facilmente Yokohama senza cambi di treno come avveniva in precedenza, con un tempo di percorrenza di 102 minuti fra Hannō e Motomachi-Chūkagai.
Nel 2017 venne introdotto il servizio S-Train espletato dalle ferrovie Seibu il quale effettua fermata solamente a Shibuya, Jiyūgaoka e Yokohama ed è espletato quasi esclusivamente dall'elettrotreno Seibu serie 40000

## Servizi e stazioni

### Tipologie di servizi
- Locale (普通?, futsū) ("L")
- Espresso (急行?, kyūkō) ("E")
- Espresso Limitato pendolari (通勤特急?, tsūkin tokkyū) ("Ep")
- Espresso Limitato (特急?, tokkyū) ("El")
- S-train (ferrovie Seibu) ("St")

### Stazioni
| Servizio diretto su linea Fukutoshin e:                              | Servizio diretto su linea Fukutoshin e: | Servizio diretto su linea Fukutoshin e: | Servizio diretto su linea Fukutoshin e: | Servizio diretto su linea Fukutoshin e: | Servizio diretto su linea Fukutoshin e: | Servizio diretto su linea Fukutoshin e: | Servizio diretto su linea Fukutoshin e: | - Via linea Tōbu Tōjō fino a Shinrin-kōen - Via linea Seibu Yūrakuchō e Ikebukuro fino a Seibu Sayama e Hannō                                                                            | - Via linea Tōbu Tōjō fino a Shinrin-kōen - Via linea Seibu Yūrakuchō e Ikebukuro fino a Seibu Sayama e Hannō | - Via linea Tōbu Tōjō fino a Shinrin-kōen - Via linea Seibu Yūrakuchō e Ikebukuro fino a Seibu Sayama e Hannō | - Via linea Tōbu Tōjō fino a Shinrin-kōen - Via linea Seibu Yūrakuchō e Ikebukuro fino a Seibu Sayama e Hannō | - Via linea Tōbu Tōjō fino a Shinrin-kōen - Via linea Seibu Yūrakuchō e Ikebukuro fino a Seibu Sayama e Hannō | - Via linea Tōbu Tōjō fino a Shinrin-kōen - Via linea Seibu Yūrakuchō e Ikebukuro fino a Seibu Sayama e Hannō | - Via linea Tōbu Tōjō fino a Shinrin-kōen - Via linea Seibu Yūrakuchō e Ikebukuro fino a Seibu Sayama e Hannō |
| TY01                                                                 | Shibuya                                 | 渋谷                                    | ●                                       | ●                                       | ●                                       | ●                                       | ●                                       | ■ Linea Saikyō ■ Linea Shōnan-Shinjuku ■ Linea Yamanote ■ Linea Keiō Inokashira ■ Linea Tōkyū Den-en-toshi Linea Ginza Linea Hanzōmon Linea Fukutoshin                                   | Shibuya | Città di Tokyo                                                                                                | Tokyo | | | |
| TY02                                                                 | Daikan-yama                             | 代官山                                  | ●                                       | ｜                                      | ｜                                      | ｜                                      | ｜                                      | | Shibuya | Città di Tokyo                                                                                                | Tokyo | | | |
| TY03                                                                 | Naka-Meguro                             | 中目黒                                  | ●                                       | ●                                       | ●                                       | ●                                       | ｜                                      | Linea Hibiya | Meguro | Città di Tokyo                                                                                                | Tokyo | | | |
| TY04                                                                 | Yūtenji                                 | 祐天寺                                  | ●                                       | ｜                                      | ｜                                      | ｜                                      | ｜                                      | | Meguro | Città di Tokyo                                                                                                | Tokyo | | | |
| TY05                                                                 | Gakugeidaigaku                          | 学芸大学                                | ●                                       | ●                                       | ｜                                      | ｜                                      | ｜                                      | | Meguro | Città di Tokyo                                                                                                | Tokyo | | | |
| TY06                                                                 | Toritsudaigaku                          | 都立大学                                | ●                                       | ｜                                      | ｜                                      | ｜                                      | ｜                                      | | Meguro | Città di Tokyo                                                                                                | Tokyo | | | |
| TY07                                                                 | Jiyūgaoka                               | 自由ヶ丘                                | ●                                       | ●                                       | ●                                       | ●                                       | ●                                       | ■ Linea Tōkyū Ōimachi | Meguro | Città di Tokyo                                                                                                | Tokyo | | | |
| TY08                                                                 | Den-en-chōfu                            | 田園調布                                | ●                                       | ●                                       | ｜                                      | ｜                                      | ｜                                      | ■ Linea Tōkyū Meguro | Ōta | Città di Tokyo                                                                                                | Tokyo | | | |
| TY09                                                                 | Tamagawa                                | 多摩川                                  | ●                                       | ●                                       | ｜                                      | ｜                                      | ｜                                      | ■ Linea Tōkyū Meguro ■ Linea Tōkyū Tamagawa | Ōta | Città di Tokyo                                                                                                | Tokyo | | | |
| TY10                                                                 | Shin-Maruko                             | 新丸子                                  | ●                                       | ｜                                      | ｜                                      | ｜                                      | ｜                                      | ■ Linea Tōkyū Meguro | Nakahara-ku                                                                                                   | Kawasaki | Kanagawa | | | |
| TY11                                                                 | Musashi-Kosugi                          | 武蔵小杉                                | ●                                       | ●                                       | ●                                       | ●                                       | ｜                                      | ■ Linea Shōnan-Shinjuku ■ Linea Nambu ■ Linea Yokosuka ■ Linea Tōkyū Meguro | Nakahara-ku                                                                                                   | Kawasaki | Kanagawa | | | |
| TY12                                                                 | Motosumiyoshi                           | 元住吉                                  | ●                                       | ｜                                      | ｜                                      | ｜                                      | ｜                                      | ■ Linea Tōkyū Meguro | Nakahara-ku                                                                                                   | Kawasaki | Kanagawa | | | |
| TY13                                                                 | Hiyoshi                                 | 日吉                                    | ●                                       | ●                                       | ●                                       | ｜                                      | ｜                                      | ■ Linea Tōkyū Meguro Linea verde | Kōhoku-ku | Yokohama | Kanagawa | | | |
| TY14                                                                 | Tsunashima                              | 綱島                                    | ●                                       | ●                                       | ｜                                      | ｜                                      | ｜                                      | | Kōhoku-ku | Yokohama | Kanagawa | | | |
| TY15                                                                 | Ōkurayama                               | 大倉山                                  | ●                                       | ｜                                      | ｜                                      | ｜                                      | ｜                                      | | Kōhoku-ku | Yokohama | Kanagawa | | | |
| TY16                                                                 | Kikuna                                  | 菊名                                    | ●                                       | ●                                       | ●                                       | ●                                       | ｜                                      | ■ Linea Yokohama Linea verde | Kōhoku-ku | Yokohama | Kanagawa | | | |
| TY17                                                                 | Myōrenji                                | 妙蓮寺                                  | ●                                       | ｜                                      | ｜                                      | ｜                                      | ｜                                      | | Kōhoku-ku | Yokohama | Kanagawa | | | |
| TY18                                                                 | Hakuraku                                | 白楽                                    | ●                                       | ｜                                      | ｜                                      | ｜                                      | ｜                                      | | Kanagawa-ku                                                                                                   | Yokohama | Kanagawa | | | |
| TY19                                                                 | Higashi-Hakuraku                        | 東白楽                                  | ●                                       | ｜                                      | ｜                                      | ｜                                      | ｜                                      | | Kanagawa-ku                                                                                                   | Yokohama | Kanagawa | | | |
| TY20                                                                 | Tammachi                                | 反町                                    | ●                                       | ｜                                      | ｜                                      | ｜                                      | ｜                                      | | Kanagawa-ku                                                                                                   | Yokohama | Kanagawa | | | |
| TY21                                                                 | Yokohama                                | 横浜駅                                  | ●                                       | ●                                       | ●                                       | ●                                       | ●                                       | ■ Linea Yokohama ■Linea Negishi ■Linea Keihin-Tōhoku ■Linea Tōkaidō ■Linea Yokosuka ■Linea Shōnan-Shinjuku ■Linea Keikyū principale Linea Minatomirai Linea blu ■Linea Sagami principale | Nishi-ku | Yokohama | Kanagawa | | | |
| I treni continuano sulla linea Minatomirai fino a Motomachi-Chūkagai |                                         |                                         |                                         |                                         |                                         |                                         |                                         | | | | | | | |

## Materiale rotabile

### Materiale attuale
- Tokyu serie 5050 a 8 carrozze
- Tokyu serie 5050-4000 a 10 carrozze
- Minatomirai serie Y500 a 8 carrozze
- Tokyo Metro serie 7000 a 8/10 carrozze
- Tokyo Metro serie 10000 a 8/10 carrozze
- Tobu serie 9000 a 10 carrozze
- Tobu serie 50070 a 10 carrozze
- Seibu serie 6000 a 10 carrozze
- Seibu serie 40000 a 10 carrozze

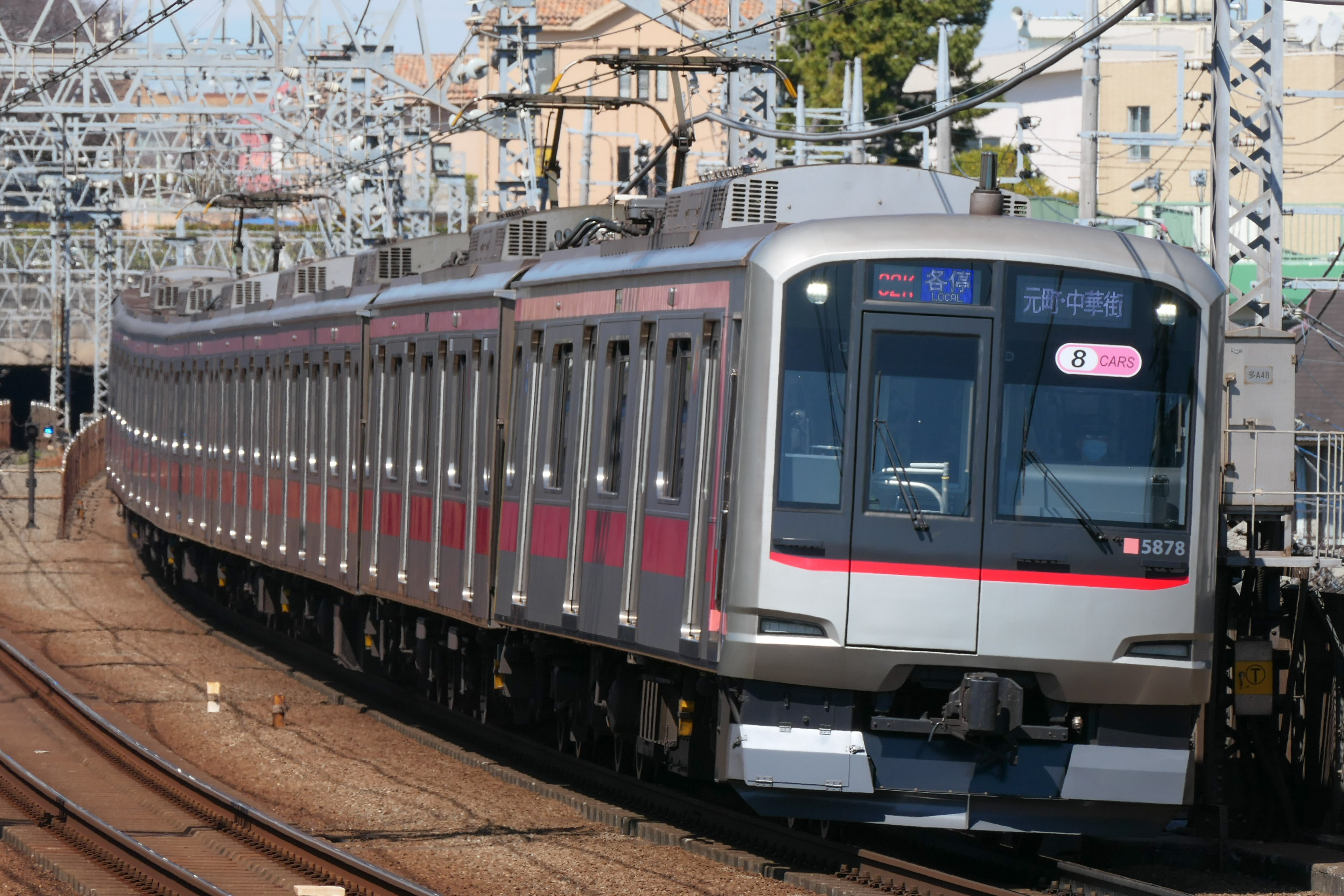
Tokyu serie 5050
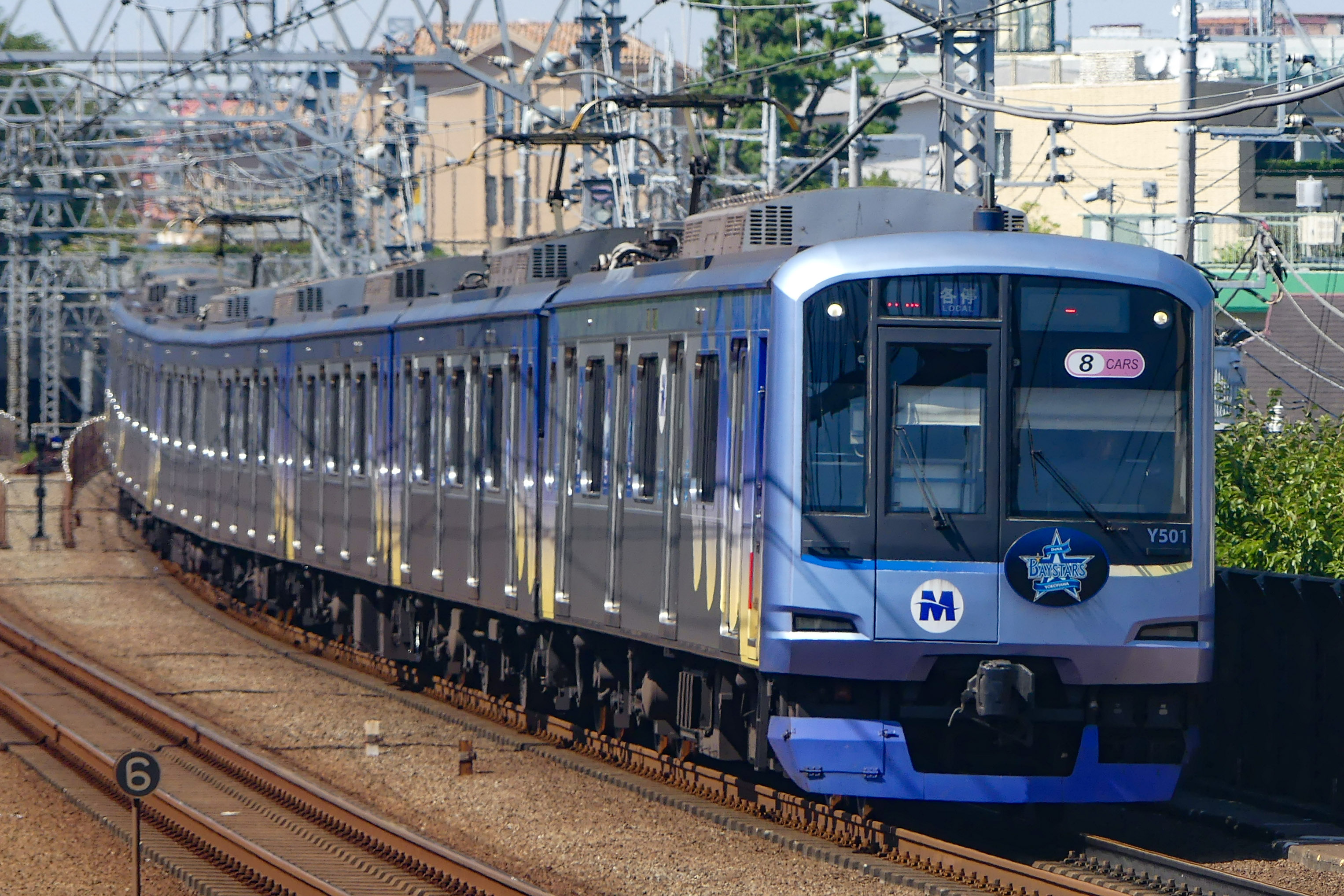
Minatomirai serie Y500
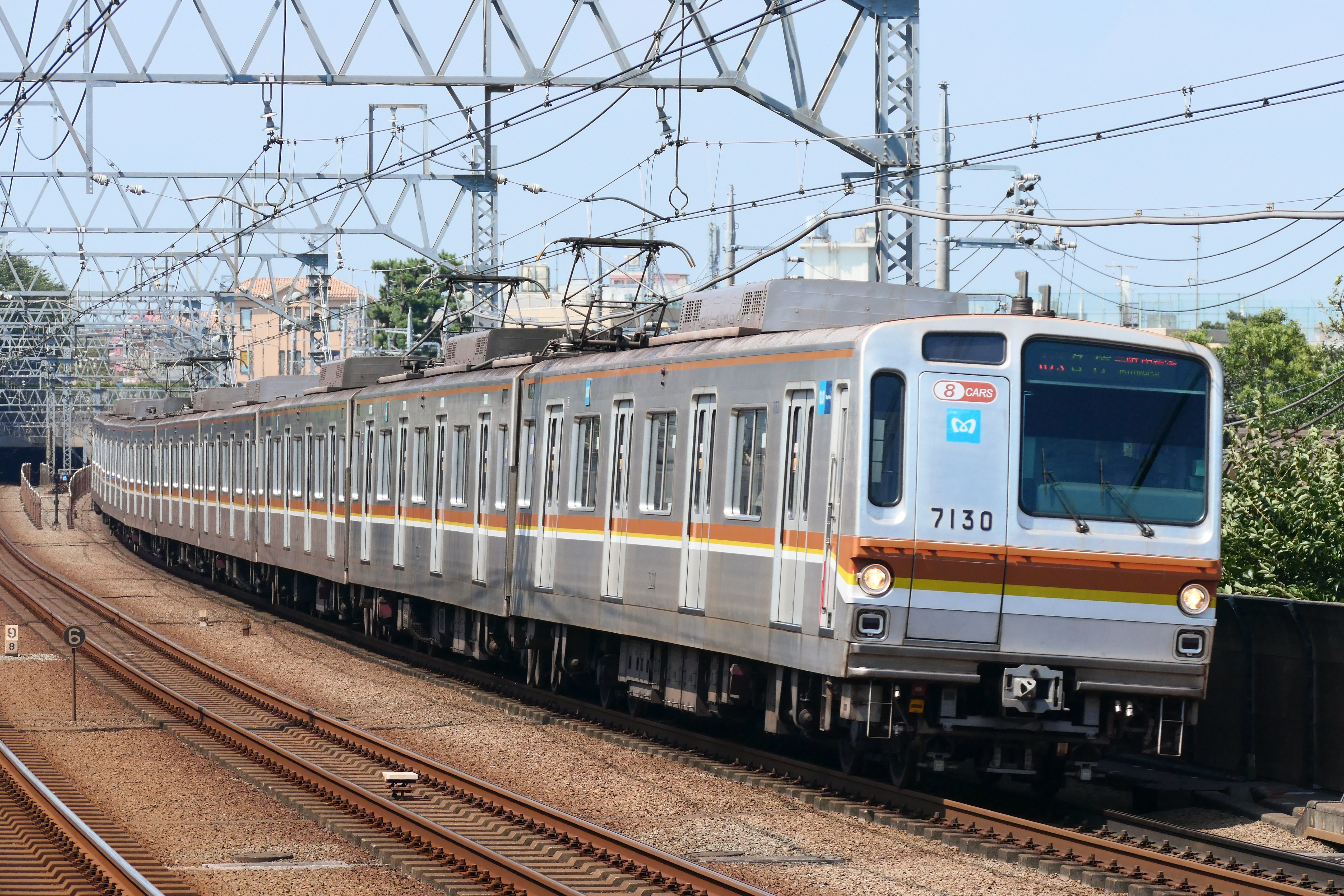
Tokyo Metro serie 7000
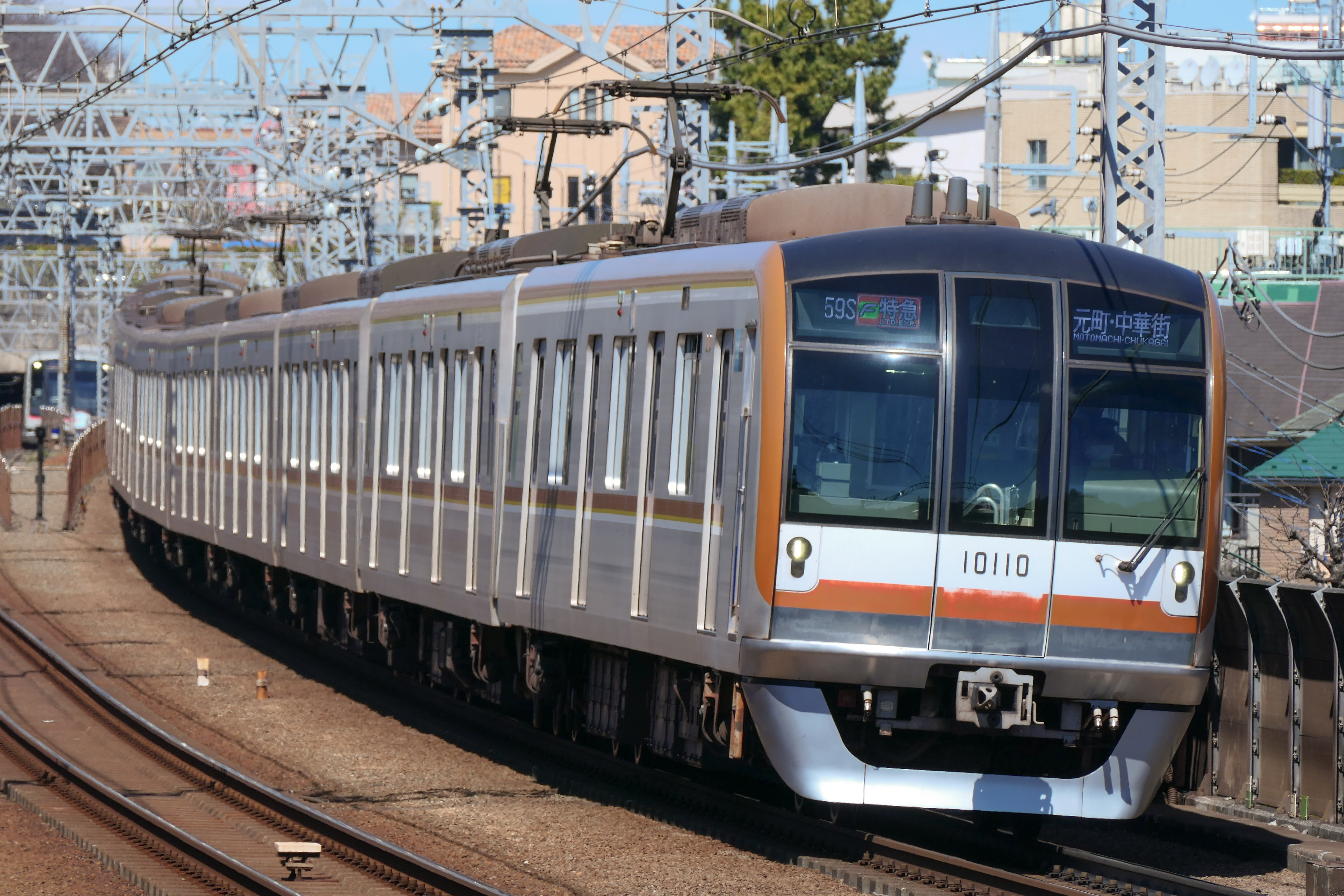
Tokyo Metro serie 10000
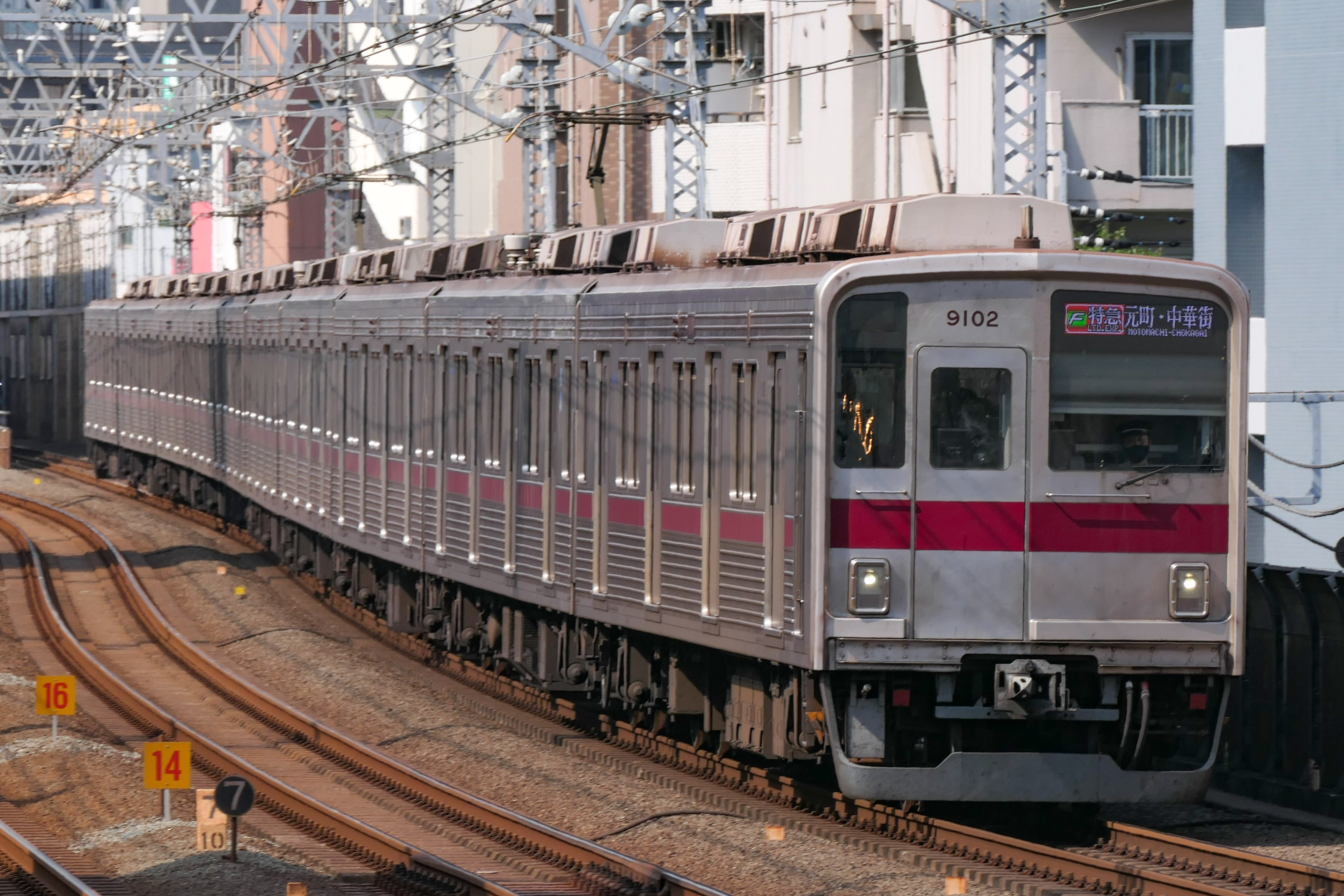
Tobu Serie 9000
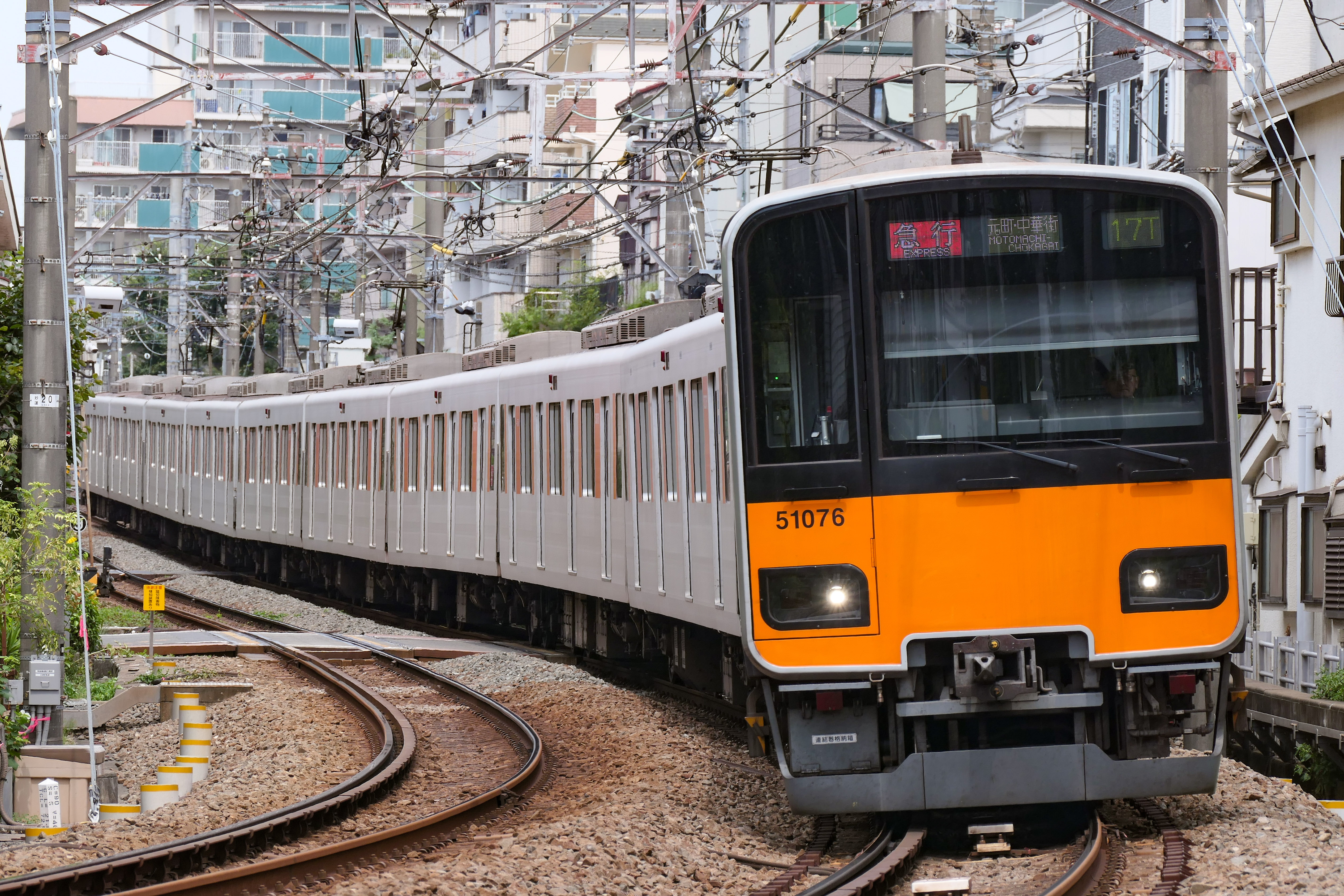
Tobu serie 50070
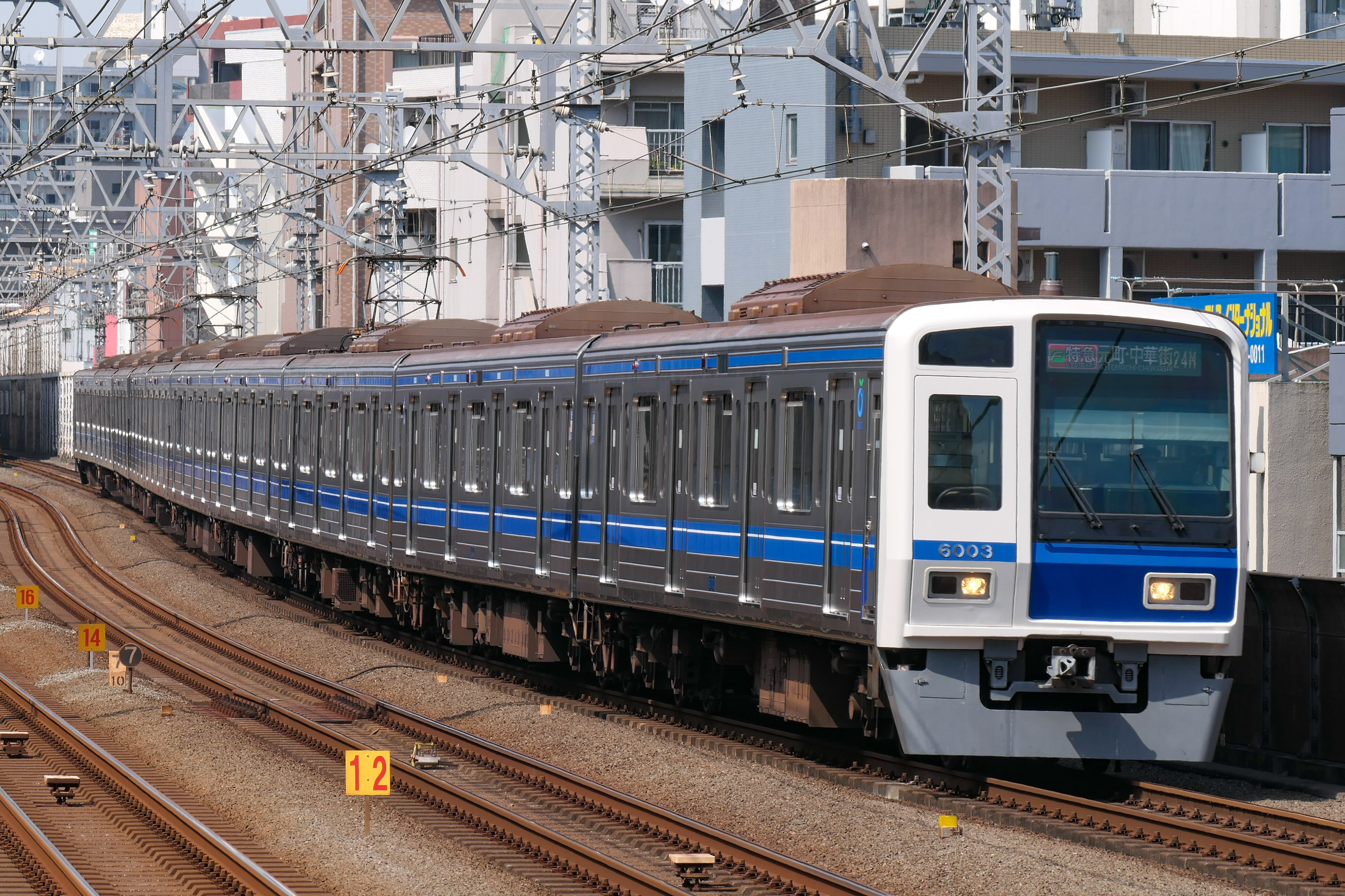
Seibu serie 6000
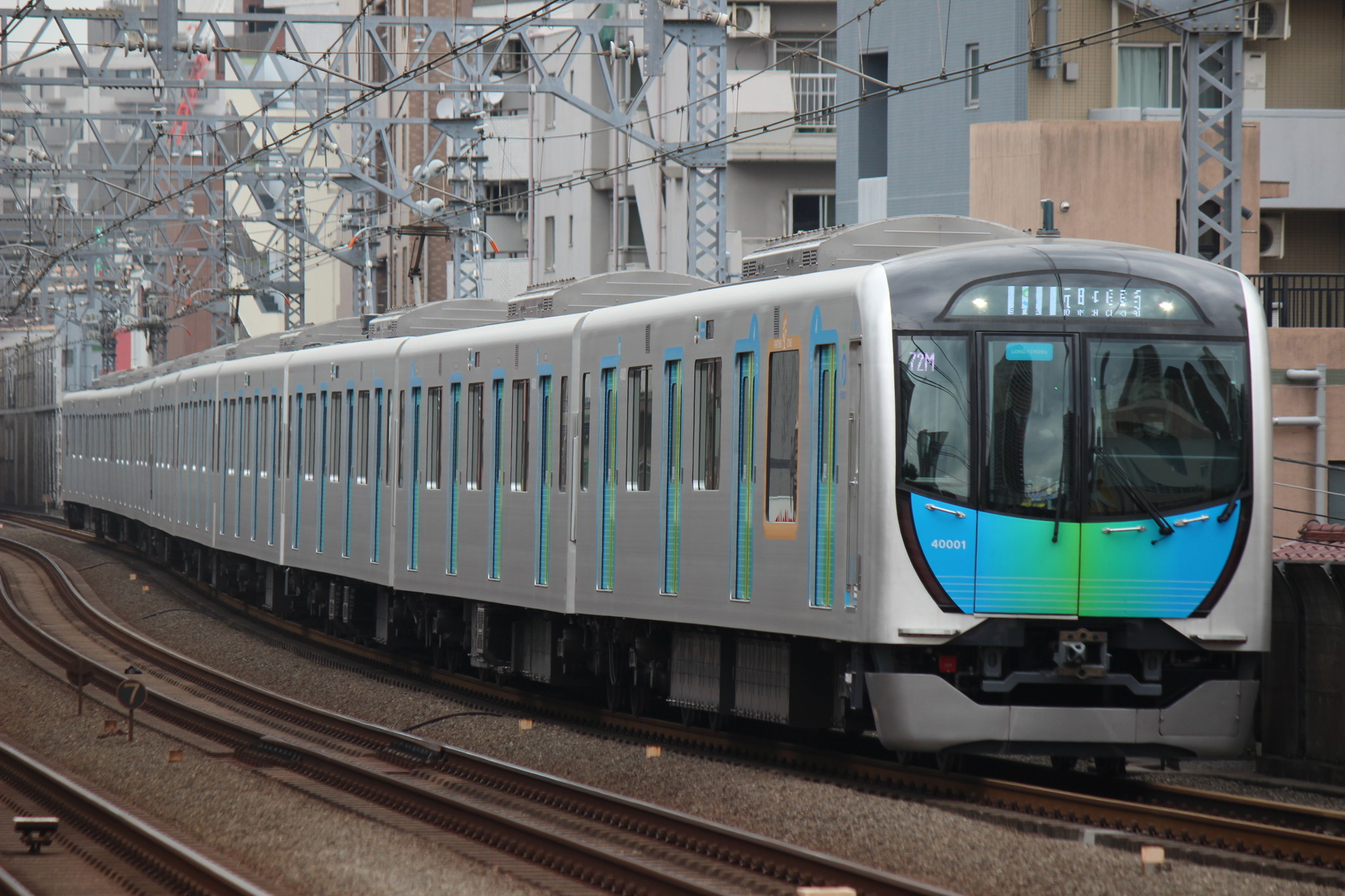
Seibu serie 40000